# Gare centrale d'Emden
La gare centrale d'Emden est située dans la partie nord de la ligne du pays de l'Ems Norddeich Mole – Emden – Münster (– (Région de la Ruhr ). À Emden, la ligne secondaire (de) bifurque vers la gare du port extérieur d'Emden, la deuxième gare de voyageurs de la ville portuaire de Frise orientale. La gare centrale d'Emden est opérationnellement divisée en deux sections : la gare centrale d'Emden (Hbf) et la gare de triage d'Emden (Rbf). Le trafic voyageurs est assuré à la gare centrale d'Emden. La gare de triage d'Emden est responsable du trafic de marchandises.

## Position
La gare principale est située au nord-est de la ville d'Emden. Le bâtiment d'accueil est situé sur la place de la gare. La gare routière centrale de la ville d'Emden s'y trouve également.

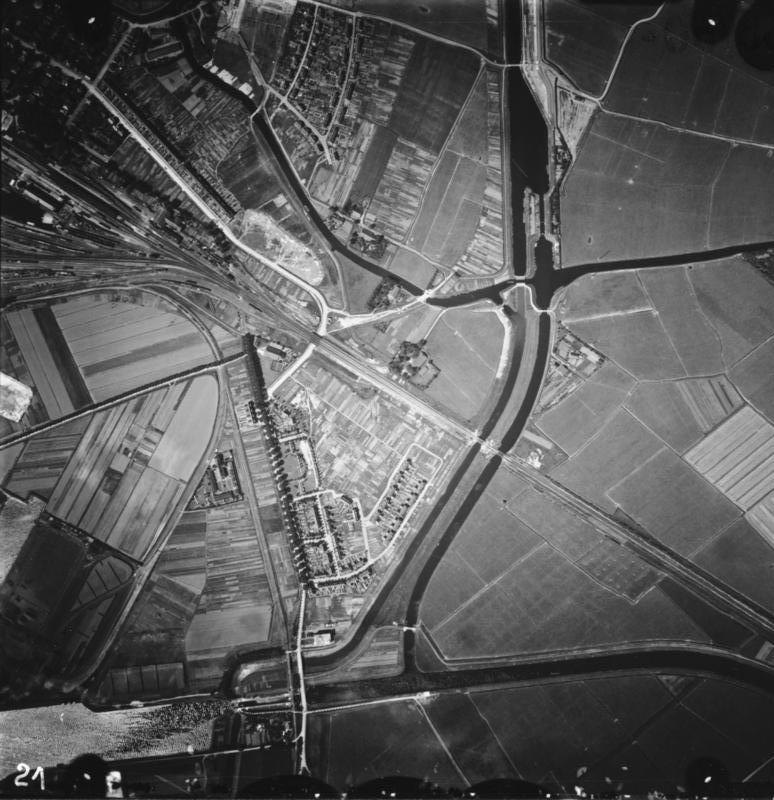
Détail d'une photographie aérienne d'avant 1942 – Les travaux préparatoires du projet de contournement d'Emden sont encore clairement visibles

La première gare d'Emden est construite en 1854 en même temps que la construction de la ligne de l'Ouest hanovrien. Elle est construite à environ deux kilomètres à l'est de l'actuelle gare principale dans le polder de la ville comme gare terminus directement en face de l'ancien port intérieur (voir le nom de la rue Am Südbahnhof). Le bâtiment de réception est construit entre 1856 et 1858 selon les plans de l'architecte Conrad Wilhelm Hase, les plans des dépendances sont réalisés par Albert Bolenius.
Cependant, avec le début de l'exploitation de la ligne de la côte de Frise-Orientale en 1883, la première gare d'Emden se retrouvea dans un emplacement périphérique, car la ligne de la côte bifurque de la ligne de l'Ouest avant la gare en raison du manque de place. Les trains circulant au-delà d'Emden doivent d'abord être poussés vers l'arrière hors de la gare en impasse sur la voie avant de pouvoir continuer vers le nord jusqu'à la ville de Norden. C'est pourquoi, au début du siècle, des plans sont lancés pour construire une voie ferrée de contournement d'Emden afin de résoudre le problème. En 1905, la Direction royale des chemins de fer de Münster commence les travaux préliminaires. Le 1er avril 1913, le Service royal de construction de la ligne de contournement est créé à Emden sous la direction de l'architecte gouvernemental Böhme. Le siège de l’autorité est situé au 1, Neue Straße . Dès 1911, un contemporain souligne la défiguration du paysage causée par les ponts et les hauts remblais ferroviaires nécessaires, les voies ferrées devant passer sur plusieurs plans d'eau et routes. Pour les travaux de construction « de la deuxième voie de la ligne secondaire d'Emden jusqu'au port extérieur près d'Emden (Ligne de la côte de la Frise-Orientale) et le déplacement de cette voie ferrée de l'ouest vers l'est de la ville d'Emden », des coûts d'environ 1 500 000 marks sont estimés. Même avant la Première Guerre mondiale, le pont sur le Fehntjer Tief (de) est presque terminé. Les culées des ponts prévus sur le canal Ems-Jade (de), le Treckfahrtstief (de) et le Hinter Tief (de) ne sont pas encore terminées. Mais la Première Guerre mondiale interrompt le projet et, après la guerre, « les travaux de construction sont suspendus jusqu’à nouvel ordre ». Le 15 octobre 1920, la Direction impériale des chemins de fer de Münster (de) dissout officiellement le département de construction d'Emden
Pour une meilleure différenciation, la première gare d'Emden reçoit le nom d'Emden-Sud le 1er mars 1938. Les bâtiments sont gravement endommagés pendant la Seconde Guerre mondiale et ne sont que partiellement restaurés. Après l'achèvement de la nouvelle gare principale, le service voyageurs est interrompu le 25 septembre 1971 et le bâtiment d'accueil est démoli peu de temps après. Après l'arrêt des opérations de manœuvre et de fret, les voies sont supprimées en 2005 et une zone résidentielle est développée.
Lors de la construction de la ligne côtière de la Frise-Orientale, la simple halte Larrelter Straße est aménagée à la périphérie ouest d'Emden, près du passage à niveau de la route de campagne du même nom. Avec l'ouverture de la ligne ferroviaire régionale à voie métrique Emden-Pewsum-Greetsiel (de), dont la gare est immédiatement adjacente, le trafic augmente encore à partir de 1899. Après l'arrêt définitif de la construction du contournement d'Emden en 1920, les trains qui ne partent ni ne terminent à Emden sont de plus en plus souvent acheminés directement via l'arrêt Larrelter Straße en raison des insuffisances opérationnelles de la gare terminale d'Emden. Dans les années 1935/1937, l'arrêt est donc transformé en gare de voyageurs, qui commence à fonctionner le 4 mai 1937 sous le nom de gare d'Emden-Ouest. Cependant, le grand bâtiment de réception prévu n'est jamais construit.
En 1971, l'extension d'Emden-Ouest vers la nouvelle gare centrale d'Emden commence. Depuis le changement de l'horaire d'hiver 1971/1972 le 26 septembre 1971, tout le trafic voyageurs s'effectue via cette gare, qui est simultanément rebaptisée gare centrale d'Emden. Le 24 mai 1973, le nouveau bâtiment de la gare est mis en service.
En septembre 2015, la gare centrale d'Emden est rouverte après une période de reconstruction de 15 mois. La gare est entièrement modernisée dans le cadre du programme « La Basse-Saxe est en mouvement ! II” (NiaZ 2). La Deutsche Bahn, le gouvernement fédéral et la société de transport d'État de Basse-Saxe (de) (LNVG) investissent conjointement environ 7,4 millions d'euros dans la rénovation. Les trois quais des voies 2 à 6 sont surélevés de 76 centimètres, les ascenseurs et la passerelle piétonne sont rénovés. Les toitures des quais des voies 3/4 et 5/6, les escaliers et la clôture de la passerelle piétonne ainsi que les équipements des quais avec horloges, éclairage et sonorisation sont renouvelés.

## Infrastructure

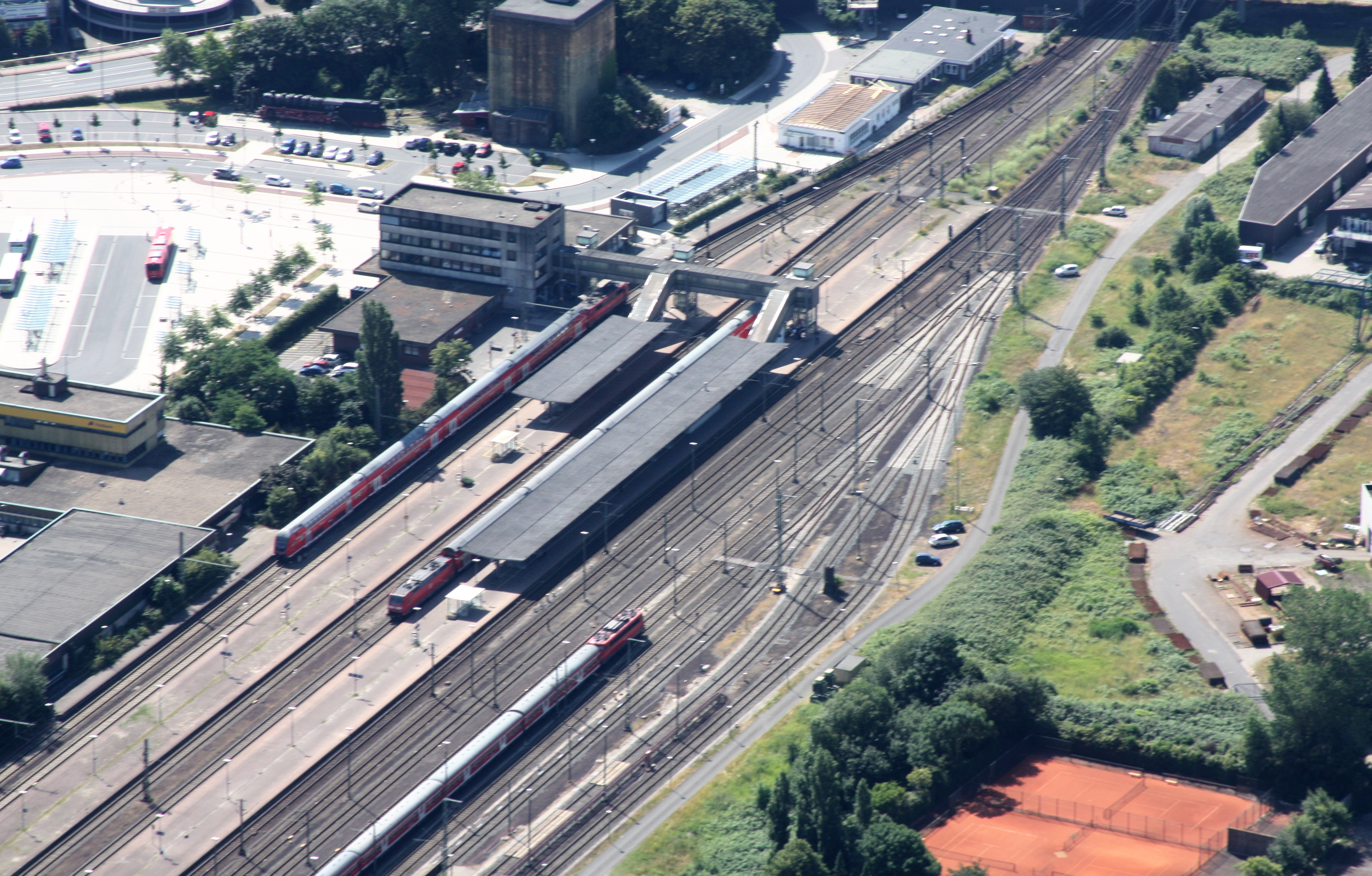
Photographie aérienne de la gare centrale d'Emden 2010

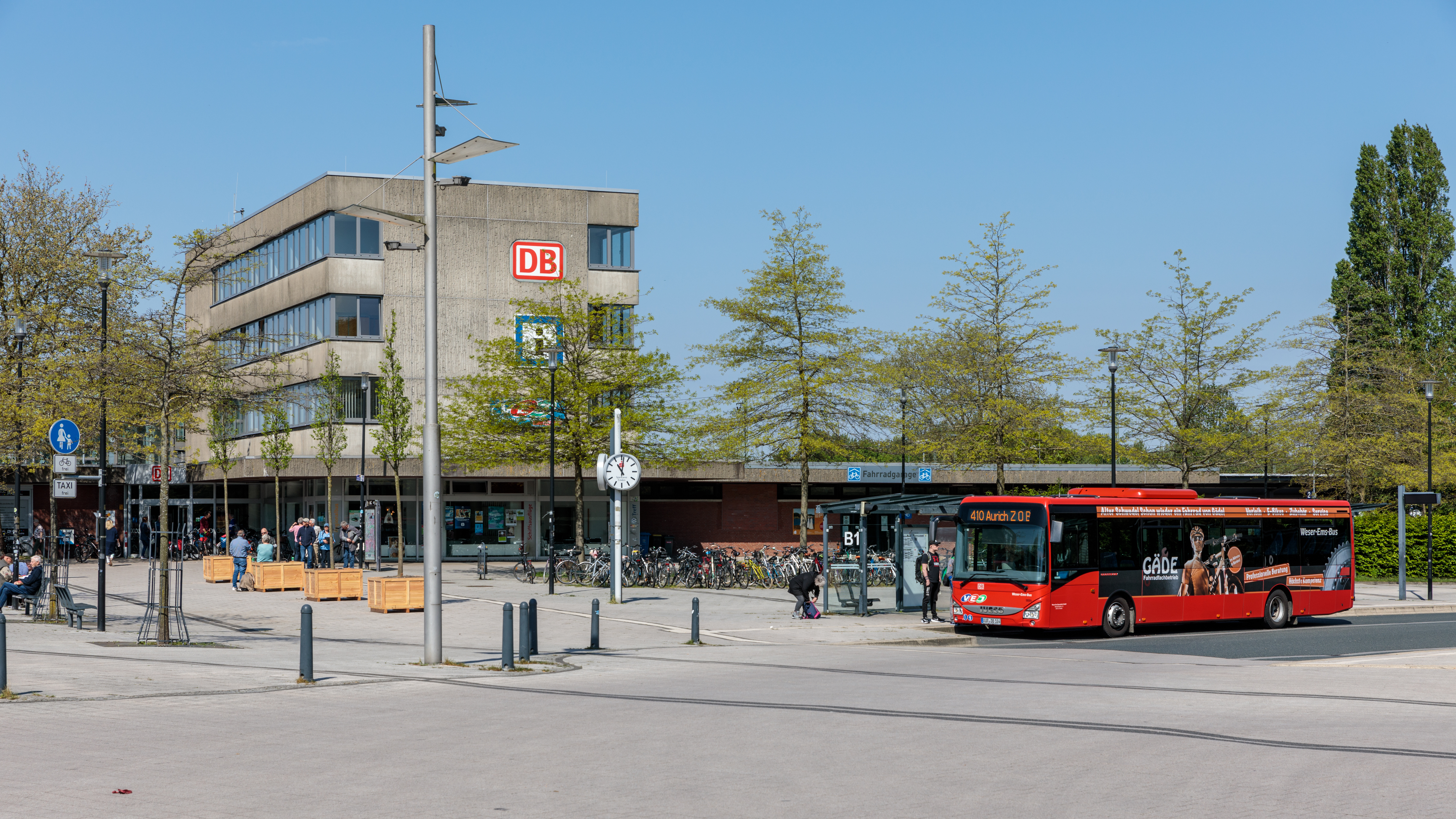
Gare centrale et gare routière d'Emden

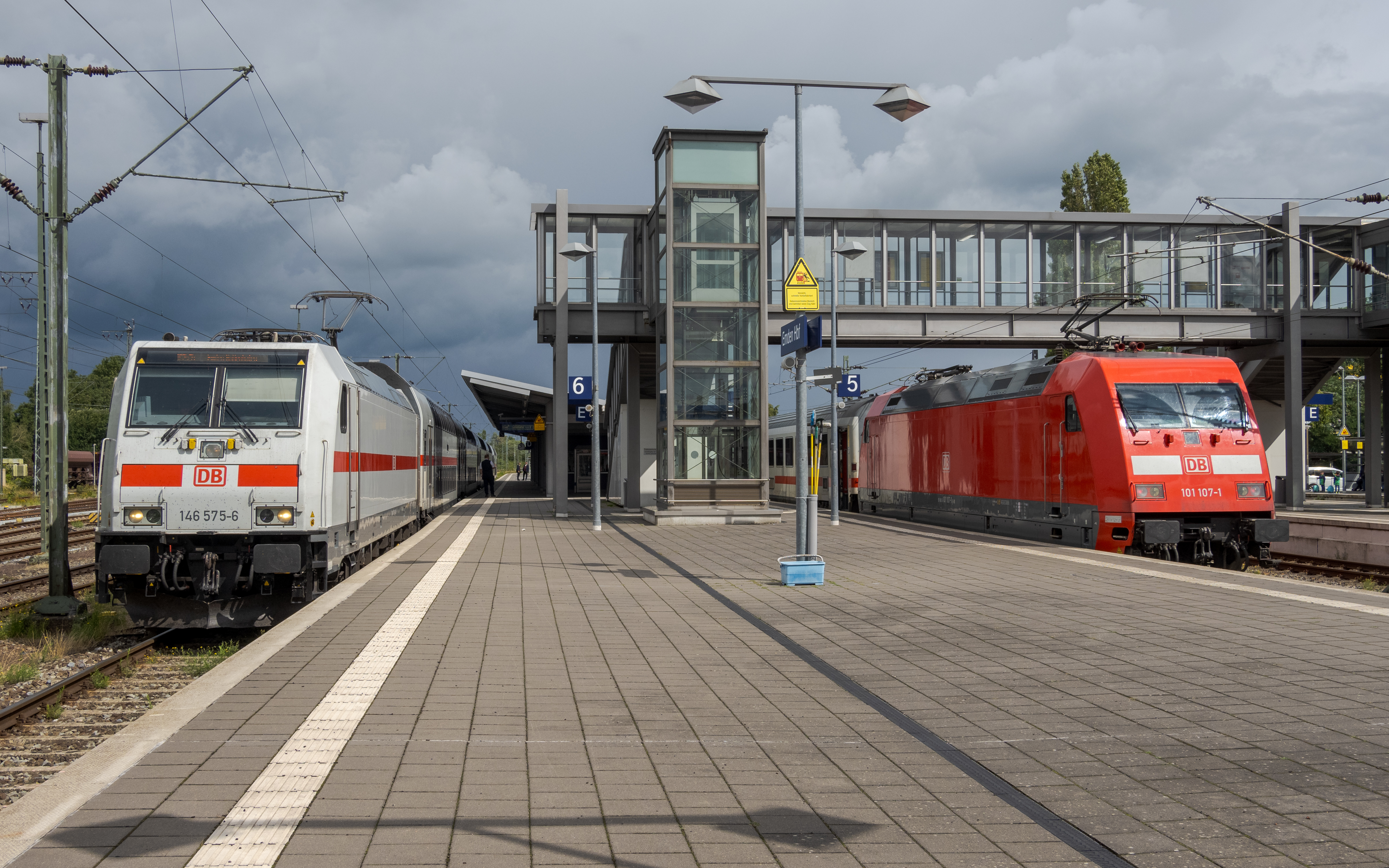
La gare centrale d'Emden est une gare InterCity

La gare centrale d'Emden dispose d'un quai principal avec la voie 2 et de deux longs quais centraux, chacun avec deux voies. Les deux plates-formes ont un toit, bien que le toit des plates-formes 5 et 6 est à l'origine deux fois plus long que celui des plates-formes 3 et 4. Lors de la rénovation de la gare en 2014/2015, le toit est prolongé de sorte que les deux toits ont désormais la même longueur. Les quais centraux sont accessibles via un viaduc. En raison des conditions du sous-sol d'Emden, essentiellement meuble (sol marécageux), les passages souterrains sont relativement complexes à réaliser et donc coûteux. La gare et le parvis de la gare avec la gare routière centrale (ZOB) sont accessibles aux personnes à mobilité réduite. L'accès aux quais est assuré de plain-pied par des ascenseurs. Les trois plates-formes des voies 2 à 6 sont surélevées à 76 centimètres. Les quais sont équipés d'horloges, d'indicateurs de train, d'un système de guidage tactile au sol ainsi que de systèmes d'éclairage et de haut-parleurs.

Il y a des places de stationnement pour vélos et une station de taxis ainsi qu'un petit local à casiers à la gare. Par ailleurs, une mission ferroviaire est hébergée dans le bâtiment de la gare. L'accès à la gare n'est possible que depuis le quartier de Behördenviertel, mais pas depuis Constantia à l'ouest. Il existe de nombreuses voies de garage à côté des voies du quai. Le trafic de marchandises s'effectue principalement dans la partie de la gare située à environ 1500 mètres de la gare voyageurs, à savoir la gare de triage d'Emden.

## Service ferroviaire
Des trains interurbains circulent quotidiennement (peuvent être utilisés avec des billets de transport locaux jusqu'à Leer/Brême) vers Coblence via Cologne et vers Leipzig via Brunswick. Des liaisons ferroviaires régionales existent vers Münster, Norddeich Mole et Hanovre. Des trains Intercity individuels circulent depuis et vers Berlin et Constance (de) ou Stuttgart. Les trains à destination de la gare d'Emden-Port-Externe sont coordonnés avec les ferries et catamarans AG Ems (de) à destination de Borkum.

Véhicules utilisés
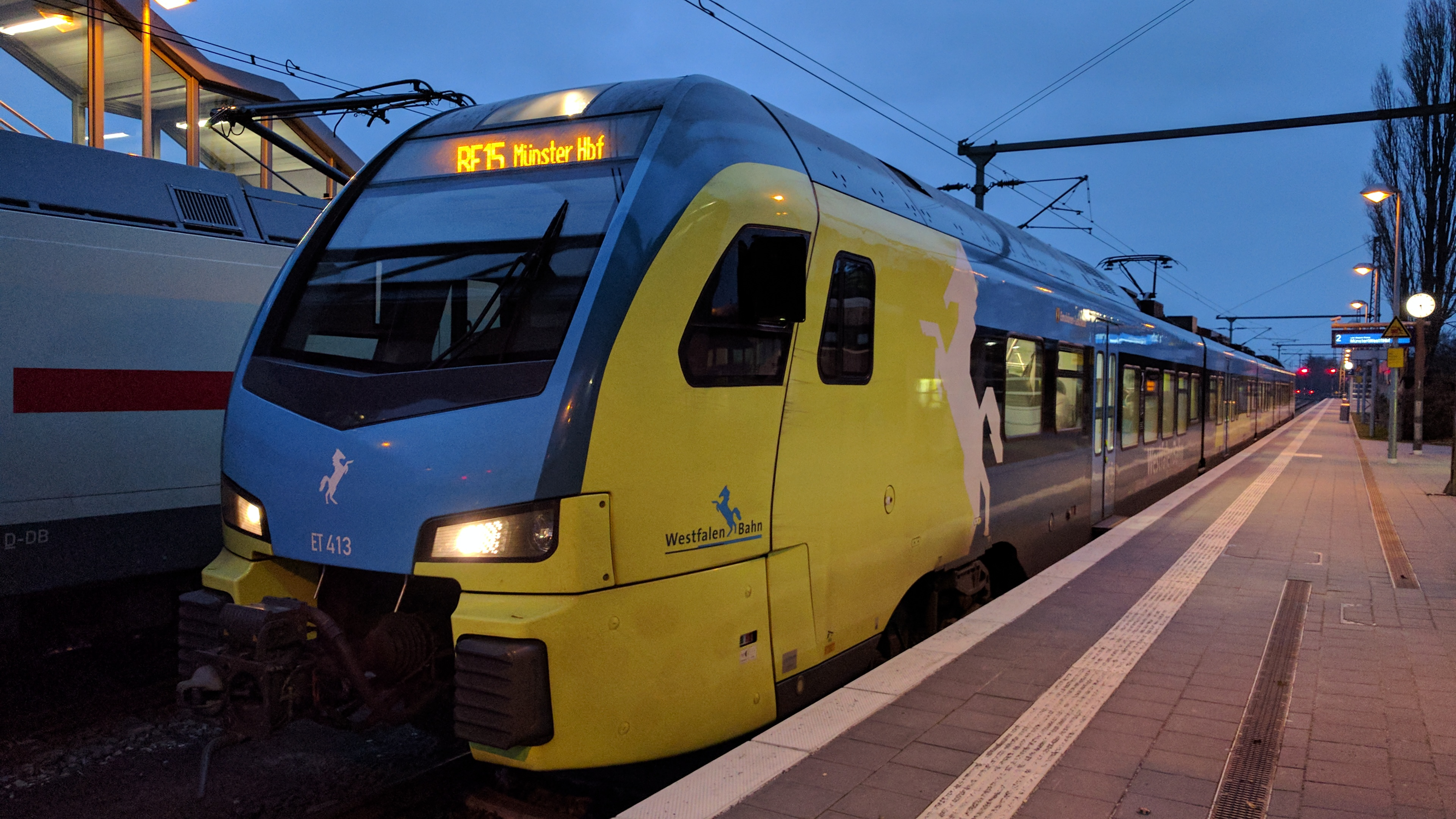
La RE15 à destination de la gare centrale de Münster avec une autorail FLIRT-3
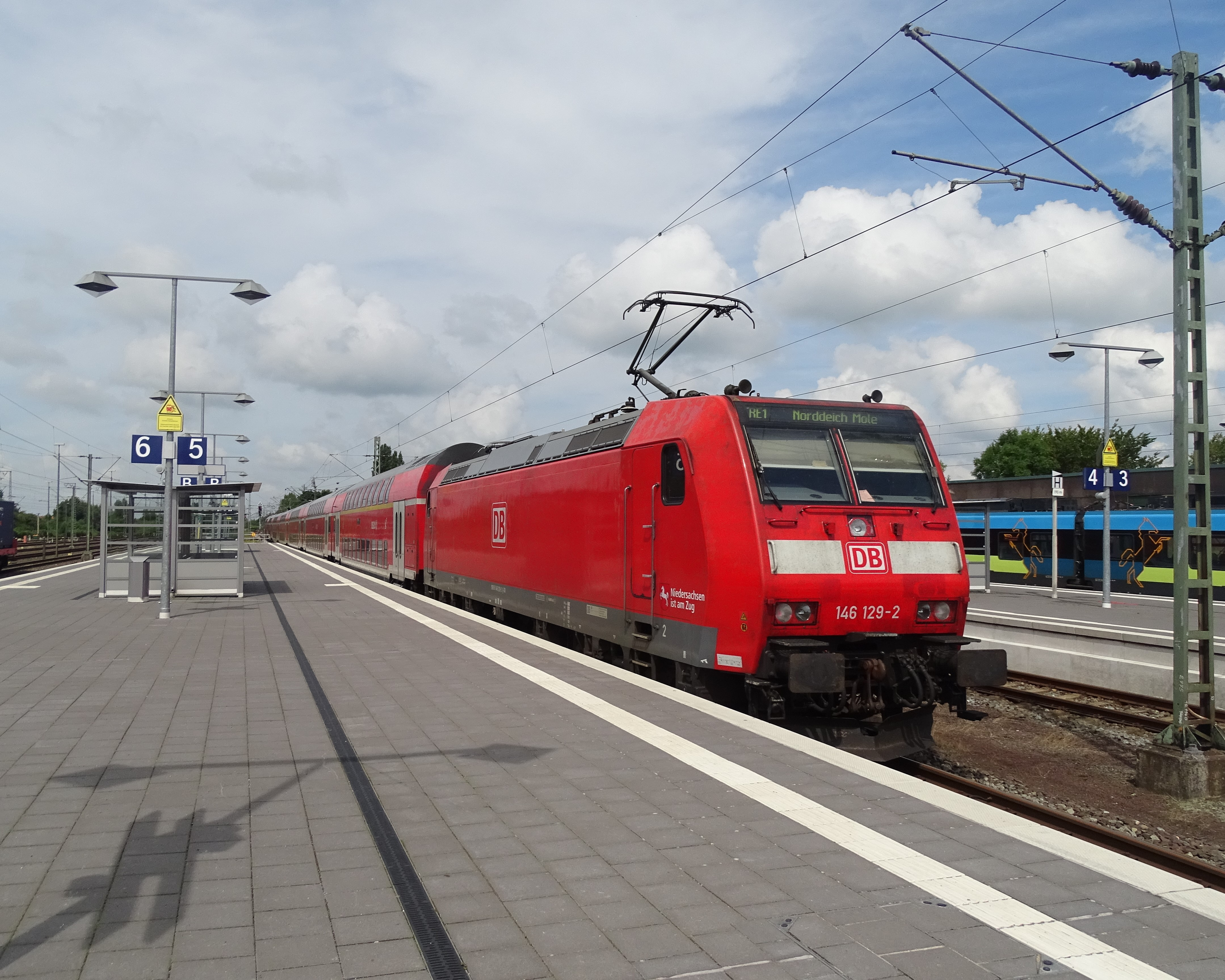
La ligne RE1 à destination de Norddeich Mole est exploitée par une locomotive de classe 146 et sept voitures à deux étages
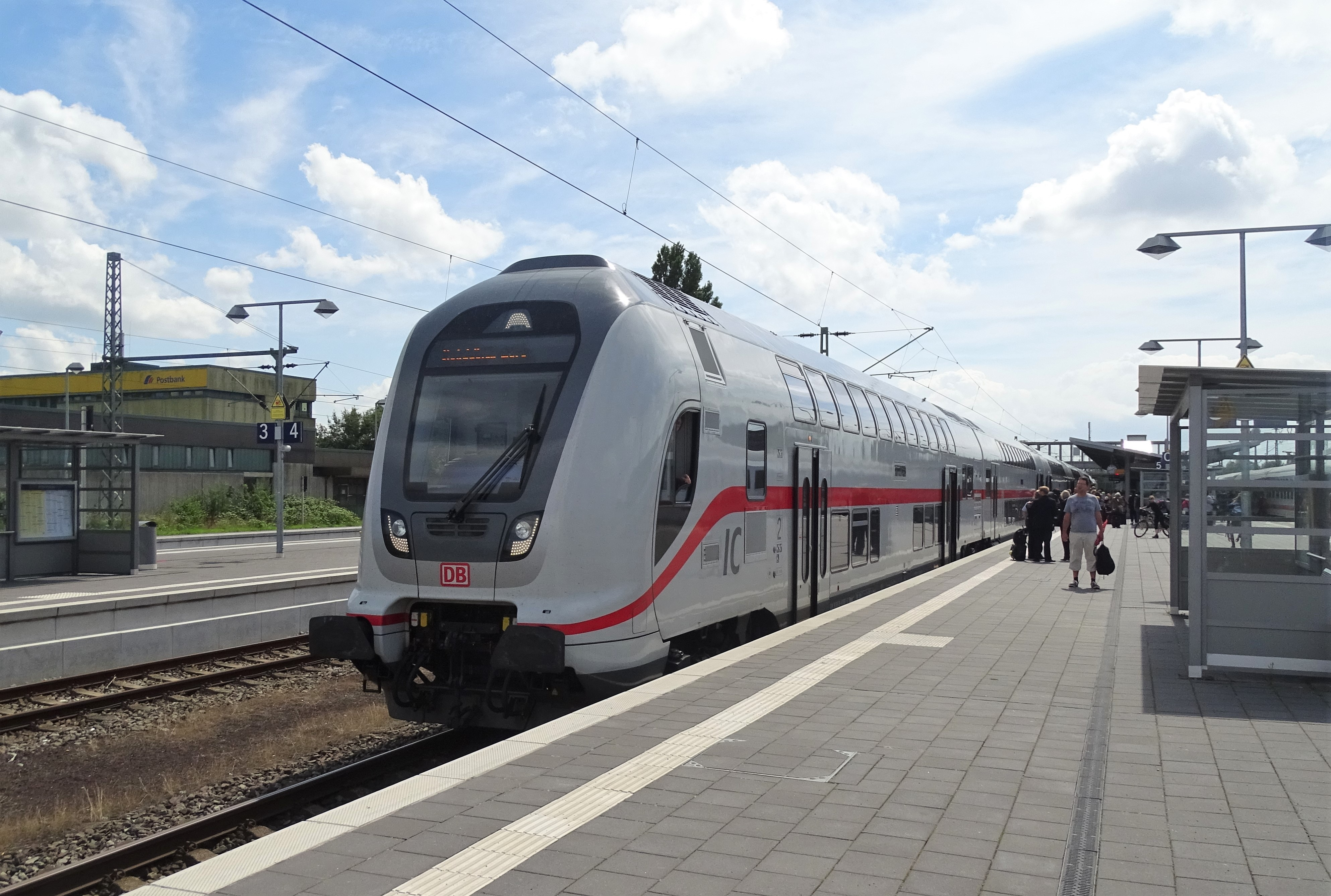
Les ensembles Twindexx sont utilisés sur les lignes 34, 35 et 56
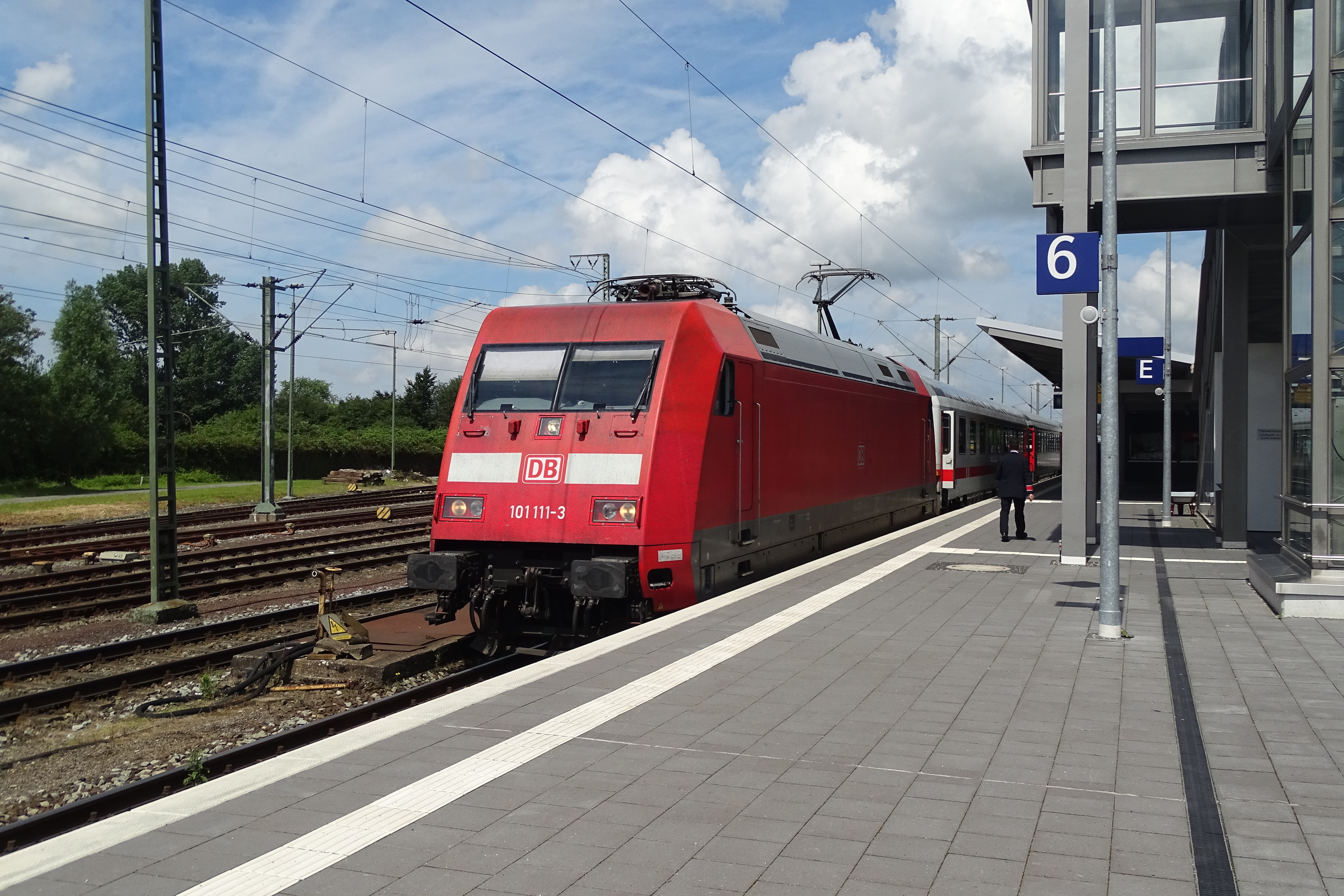
Les trains IC classiques sont encore utilisés sur la ligne IC 35 jusqu'en 2023

## Transports publics locaux
La gare routière centrale (ZOB) d'Emden est la plaque tournante des transports publics . Les lignes de bus régionales 410, 421, 422 et 450 s'arrêtent à la gare routière centrale.

## Locomotive monumentale

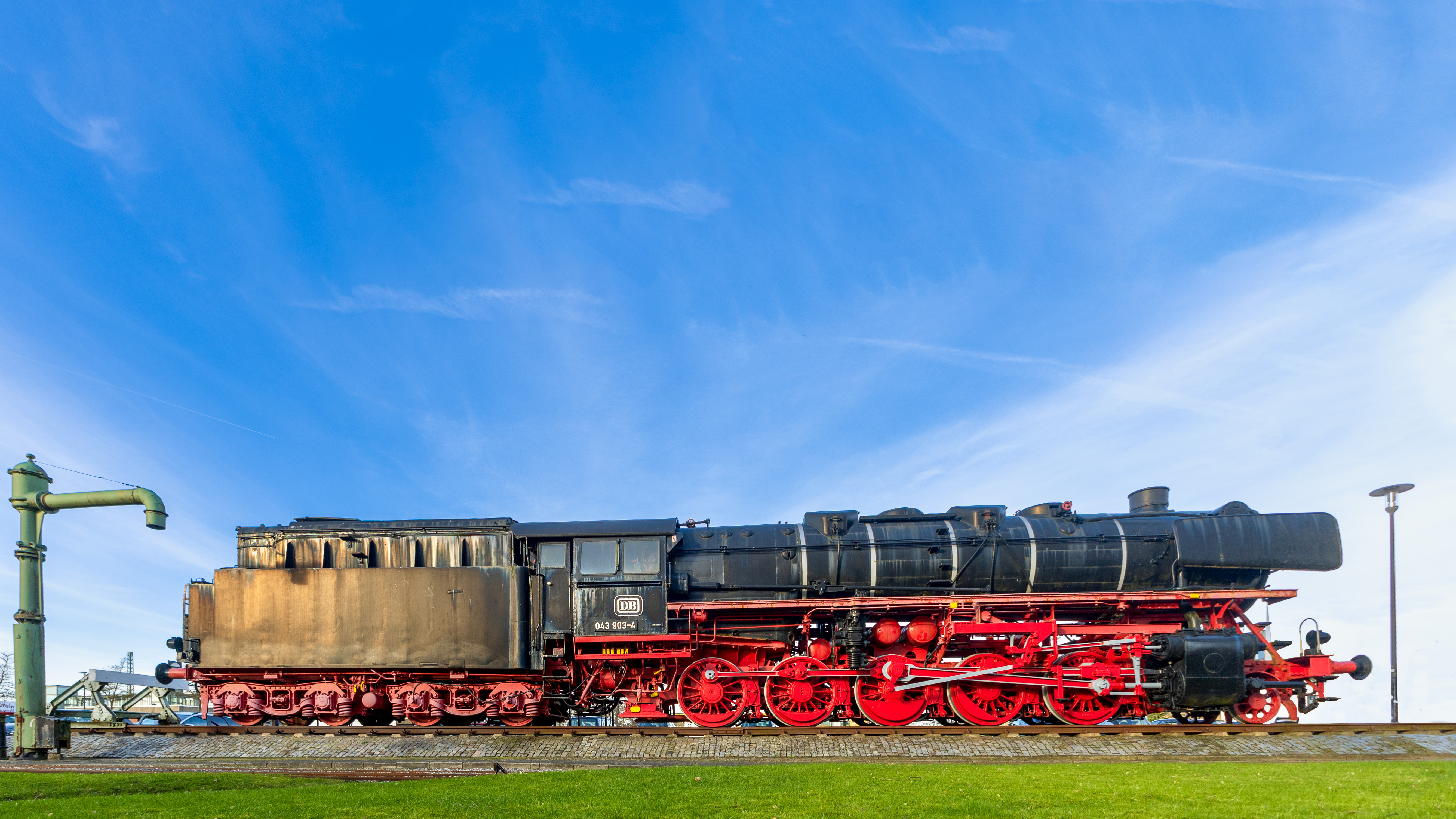
Locomotive à vapeur de la classe 44 avec chauffage au fioul sur le parvis de la gare,. Une autre locomotive se trouve à la gare de Salzbergen.

Sur la place de la gare, devant la gare centrale d'Emden, se trouve un mémorial depuis le 6 décembre 1980 une locomotive à vapeur de la DR série 44. La locomotive fret portant la désignation 043 903-4 est construite en 1943 par la Compagnie générale de construction de locomotives Batignolles-Chatillon à Nantes-St. Joseph, construit en France occupée sous le numéro d'usine 695. En 1943, la locomotive fonctionne sous la référence 44 903 avec différents emplacements pour la Deutsche Reichsbahn. À partir de juin 1974, la locomotive appartient au dépôt ferroviaire d'Emden. Le 26 octobre 1977, le 043 903-4 effectue son dernier voyage d'Oldersum à la gare de triage d'Emden. Ce dernier voyage est également le dernier service régulier de locomotive à vapeur exploité par la Deutsche Bundesbahn. Le 6 décembre 1978, l'association nouvellement fondée « Groupe de travail pour l'installation et la préservation d'une locomotive monumentale » est fondée achète la locomotive et le prépare pour la postérité

## Citation
La station devient connue à l’échelle nationale au début des années 1990. Dans une chronique du magazine satirique Titanic, l'écrivain et chroniqueur allemand Max Goldt inclut une photo disgracieuse de la gare principale d'Emden à l'époque et écrit :

« Der Bahnhof von Emden braucht sich nicht hinter den Bahnhöfen von Stuttgart und Leipzig zu verstecken. Nett wäre es, wenn er es trotzdem täte. »

— Max Goldt, In einer Kolumne für die Satirezeitschrift Titanic